# سد کانسرا
سد کانسرا (به فرانسوی: El Kansera Dam) یک سد در مراکش است.